# بيرسونا ترينيتي سول

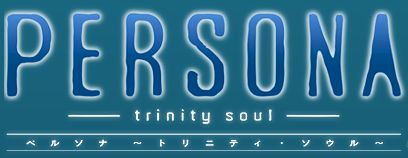
الشعار المستخدم لأنمي Persona: Trinity Soul من إنتاج شركة Atlus

بيرسونا ترينيتي سول (باليابانية: ペルソナ 〜トリニティ・ソウル〜، بالروماجي: Perusona ~Toriniti Sōru~) (بالإنجليزية: Persona: Trinity Soul) هو مسلسل أنمي ياباني تلفزيوني مقتبس من لعبة الفيديو، برسونا 3. أنتج الأنمي من قبل استوديو أيه-1 بكتشرز، عرض الأنمي في 5 يناير عام 2008 واستمر عرضه حتى 28 يونيو عام 2008، وتكون من 26 حلقة.

## القصة
تدور أحداث القصة في مدينة أياناغي هي مدينة ساحلية تقع على بحر اليابان، حيث قوات الشرطة فيها تحقق في العديد من الحالات الخطف والقتل الغربية.

## الشخصيات

### عائلة كانزاتو
شين كانزاتو (باليابانية: 神郷 慎، بالروماجي: Kanzato Shin)
مؤدي الصوت: نوبوهيكو أوكاموتو
ريو كانزاتو (باليابانية: 神郷 諒، بالروماجي: Kanzato Ryō)
مؤدي الصوت: تاكيهيتو كوياسو
جون كانزاتو (باليابانية: 神郷 洵، بالروماجي: Kanzato Jun)
مؤدي الصوت: ميوكي ساواشيرو
يوكي كانزاتو (باليابانية: 神郷 結祈، بالروماجي: Kanzato Yuki)
مؤدي الصوت: ميوكي ساواشيرو
هاروكا كانزاتو (باليابانية: 神郷 遥، بالروماجي: Kanzato Haruka)
مؤدية الصوت: فومي موريساوا
شيغيرو كانزاتو (باليابانية: 神郷 慈، بالروماجي: Kanzato Shigeru)
مؤدي الصوت: تاكوما تاكيواكا

### أكاديمية ناغينوموري
تاكورو ساكاكيبا (باليابانية: 榊葉拓朗، بالروماجي: Sakakiba Takurō)
مؤدي الصوت: هيديكي تاساكا
ميغومي كايانو (باليابانية: 茅野めぐみ، بالروماجي: Kayano Megumi)
مؤدية الصوت: كانا أسومي
كانارو موريموتو (باليابانية: 守本叶鳴، بالروماجي: Morimoto Kanaru)
مؤدية الصوت:ماي ناكاهارا
يومي تاساكا (باليابانية: 田坂悠美، بالروماجي: Tasaka Yumi)
مؤدية الصوت: فومي ميزوساوا
تورو إينوي (باليابانية: 戌井暢، بالروماجي: Tōru Inui)
مؤدي الصوت: توموكازو سيكي
مايوري ياماساكي (باليابانية: 山咲まゆり، بالروماجي: Yamasaki Mayuri)
مؤدية الصوت: مايومي ساكو

### شرطة أياناغي
إيكو نيكايدو (باليابانية: 二階堂映子، بالروماجي: Nikaido Eiko)
مؤدية الصوت: ساناي كوباياشي
كونيو إيتو (باليابانية: 伊藤久仁雄، بالروماجي: Itō Kunio)
مؤدي الصوت: هيساو إغاوا
توموهيرو ناراساكي (باليابانية: 楢崎智弘، بالروماجي: Narasaki Tomohiro)
مؤدي الصوت: يوشيهيسا كاواهارا
كوبو (باليابانية: クボ، بالروماجي: Kubo)
مؤدي الصوت: هيروشي ناكا

### شخصيات أخرى
توما شيكورا (باليابانية: 紫倉統馬، بالروماجي: Shikura Tōma)
مؤدي الصوت: دايسكي ناميكاوا
يوجي كيموتو (باليابانية: 紀本祐史، بالروماجي: Kimoto Yūji)
مؤدي الصوت: نوبوؤو توبيتا
سوتارو سينو (باليابانية: 瀬能壮太郎، بالروماجي: Senō Sōtarō)
مؤدي الصوت: موتوكي تاكاغي
ساكي تاتشيبانا (باليابانية: 橘花沙季، بالروماجي: Tachibana Saki)
مؤدية الصوت: مايومي ساكو
تايتشي أودو'
مؤدي الصوت: هيروكي ياسوموتو
واكاسا كوسو
مؤدي الصوت: تسوباسا يوناغا
شيبا كوسو
مؤدي الصوت: تسوباسا يوناغا
ماريا كوجو (باليابانية: マリヤ・クジョウ، بالروماجي: Mariya Kujou)
مؤدي الصوت: نوبويوكي كاتسوبي
أكيهيكو سانادا (باليابانية: 真田 明彦، بالروماجي: Sanada Akihiko)
مؤدي الصوت: هيكارو ميدوريكاوا
إيغور (باليابانية: イゴール، بالروماجي: Igōru)
مؤدي الصوت: إيسامو تانوناكا
أياني كوماتسوبارا
مؤدية الصوت: ماميكو نوتو

## وصلات خارجية
- الموقع الرسمي (باليابانية)
- بيرسونا ترينيتي سول على موقع طوكيو إم إكس (باليابانية)
- بيرسونا ترينيتي سول على موقع IMDb (الإنجليزية)
- بيرسونا ترينيتي سول على موقع ميتاكريتيك (الإنجليزية)
- بيرسونا ترينيتي سول على موقع ليتربوكسد (الإنجليزية)
- بيرسونا ترينيتي سول على موقع كينوبويسك (الروسية)
- بيرسونا ترينيتي سول على موقع ألو سيني (الفرنسية)
- بيرسونا ترينيتي سول على موقع قاعدة بيانات الفيلم (الإنجليزية)
- بيرسونا ترينيتي سول على موقع ANN anime (الإنجليزية)